# Aleksej Ljarskij
Aleksej Petrovič Ljarskij, traslitterato anche Aleksei Lyarsky (in russo Алексей Петрович Лярский?; Mosca, 26 agosto 1923 – Oblast' di Novgorod, 8 febbraio 1943), è stato un attore sovietico, noto come attore bambino per essere stato il protagonista nel 1938-39 di due film in cui impersona la parte del giovane Aleksej Peškov, il futuro Maksim Gor'kij. Morì giovanissimo nel corso della seconda guerra mondiale nella difesa del fronte orientale, in Russia.

## Biografia
Aleksej Ljarskij nasce a Mosca nel 1923. Orfano dei genitori, viene allevato nella famiglia della zia. 
Nel 1938, a 14 anni, viene selezionato per il ruolo di protagonista nei primi due film della trilogia su Maksim Gor'kij, basata sull'autobiografia dello scrittore. Il regista Mark Donskoj "scopre" il ragazzo nella scuola dell'orfanotrofio di Mosca e rimane colpito dalle sue capacità espressive e di recitazione. Ljarskij, orfano come Gor'kij e come lui dotato di grande sensibilità e amore per la poesia, si immedesima totalmente nel personaggio e offre un ritratto realistico della sua tenacia nel superare le difficoltà della vita. In quello che rimarrà il suo unico ruolo cinematografico, il ragazzo diventa alla vigilia dello scoppio della seconda guerra mondiale il simbolo stesso dell'indomabile spirito russo. Gode di enorme popolarità, anche a livello internazionale. Riceve riconoscimenti, medaglie; è il primo giovane attore ad essere insignito nel 1938 dell'Ordine della Bandiera rossa del lavoro dalle mani stesse dell'allora Presidente del Presidio del Soviet Supremo Michail Ivanovič Kalinin. Alla trilogia su Gor'kij viene assegnato nel 1941 il Premio Stalin. 
Come ricompensa per il duro lavoro svolto Ljarskij trascorre nell'aprile del 1939 anche un periodo di soggiorno come ospite d'onore a Artek, la famosa colonia per la gioventù sovietica in Crimea. 
Si sposa giovanissimo con Vanda Frantsevna Gavrilova. La coppia ha un figlio, Arnold (nato il 26 novembre 1941).
Come successo ad altri attori bambini protagonisti in quegli anni di film di propaganda (Franco Brambilla nell'Italia fascista; Rolf Wenkhaus e Klaus Detlef Sierck nella Germania nazista), anche Ljarskij rimane nella vita prigioniero e vittima del suo ruolo. Da lui si aspetta lo stesso spirito eroico del suo alter ego cinematografico. Allo scoppio della seconda guerra mondiale, appena possibile, parte volontario per il fronte. Arruolato come mitragliere in un battaglione di artiglieria prende parte ai combattimenti attorno a Lychkovo nella regione di Novgorod. Muore in battaglia l'8 febbraio 1943 a soli 19 anni. 
È sepolto nel villaggio di Kipino nel distretto di Demjanskij nella regione di Novgorod, assieme ad altri 800 commilitoni. Un monumento in sua memoria fu creato dagli studenti nella piccola scuola del villaggio, che nel 1976 sarà a lui intitolata.
Quella scuola oggi non esiste più ma il luogo di sepoltura di Aleksej Ljarskij è ancora visibile.

## Filmografia
- L'infanzia di Gor'kij (Detstvo Gor'kogo), regia di Mark Donskoj (1938)
- Fra la gente (V ljudjach), regia di Mark Donskoj (1939)